# Videodrone
I Videodrone sono stati una band alternative metal formatasi in California, USA, composta da cinque elementi. Originariamente chiamata Cradle of Thorns, la band realizzò un unico album sotto l'etichetta creata dai Korn, la Elementree Records.

## Storia
Formata dalla precedente band Cradle of Thorns, i membri dei Videodrone hanno suonato insieme dal 1998. Dopo la partenza dal gruppo di Chris O'Brain, la band cambiò nome (ispirata da un film chiamato Videodrome). Un CD di dodici tracce fu pubblicato nel 1999 e fu la loro unica pubblicazione, con la partecipazione di Jonathan Davis, cantante dei Korn, nella canzone Ty Jonathan Down e con Fred Durst dei Limp Bizkit e il DJ Lethal nella canzone Human Piñata.  Inoltre dai Korn, Head suonò la chitarra nella canzone Power Tools For Girls e Fieldy collaborò alla produzione dell'album. Il cantante Ty Elam era nella band dei Sexart assieme a Jonathan Davis e Ryan Shuck, che andò a suonare nella band degli Orgy, un'altra band che suonò per la Elementree Records. Il batterista Kris Kohls andò a suonare per gli Adema e il cantante Ty Elam volle andare a suonare nella band di Bakersfield dei Karmahitlist.

## La reunion
Nel 2006 la band si è riformata con il nome originario, Cradle of Thorns, pubblicando una canzone sul proprio MySpace.

## Formazione

### Formazione attuale
- Ty Elam - voce, batteria
- Steve Thiriot - chitarra, tastiere, voce secondaria
- Matt Wilkinson - basso

### Ex componenti
- David File - chitarra
- Mavis - basso
- Rohan - tastiere
- Kris Kohls - batteria

## Discografia
- Videodrone (23 febbraio 1999)

## Video musicale
Ty Jonathan Down (1999)

## Singoli
Faceplant - numero 15 US Hot Dance Club Play (1999)